# Coelogyne triuncialis
Coelogyne triuncialis är en orkidéart som beskrevs av P.O'byrne och Jaap J. Vermeulen. Coelogyne triuncialis ingår i släktet Coelogyne, och familjen orkidéer.
Artens utbredningsområde är Sulawesi. Inga underarter finns listade i Catalogue of Life.